# Alfred L. Werker

Alfred L. Werker am Filmset

Alfred Louis Werker (* 2. Dezember 1896 in Deadwood, South Dakota, Vereinigte Staaten; † 28. Juli 1975 in Laguna Beach (Kalifornien), Orange County, ebenda) war ein US-amerikanischer Filmregisseur, ein routinierter Schöpfer von zumeist B-Filmen der 1920er bis 1950er Jahre.

## Leben
Alfred Louis Werker erhielt seine Ausbildung im südkalifornischen San Diego, ehe er sich 1917 nach Hollywood begab. Seine filmische Laufbahn begann er beim Triangle Studio in Culver City. In den kommenden Jahren durchlief Werker den klassischen Weg vom Mann für alles über die Regieassistenz bis schließlich 1925 zum Stummfilmregisseur. Werkers Karriere nahm in den frühen 1930er Jahren allmählich Formen an. Nach einer Reihe von B- und C-Western bearbeitete der als zuverlässig geschätzte Routinier Werker auf Verlangen der Produktionsfirma Fox Film Corporation den von Erich von Stroheim gedrehten Streifen Walking Down Broadway, der im Jahre 1933 unter dem Titel „Hello Sister“ stark verändert in die Kinos gelangte. Aus Dankbarkeit überließ Fox Werker daraufhin noch im selben Jahr die Umsetzung der Familienchronik Die Rothschilds – es wurde Alfred Werkers aufwendigste und ambitionierteste Inszenierung, die sogar eine Oscar-Nominierung in der Kategorie Bester Film erhielt.
Dennoch verebbte Werkers Karriere rasch, da er nur wenig über die reine Routine hinausgehenden, künstlerischen Ehrgeiz an den Tag legte oder gar eine eigene Handschrift aufzuweisen hatte. Werker blieb der verlässliche Handwerker unter Hollywoods Regisseuren, ein Fachmann für handfeste, schnörkellose Massenunterhaltung. Er drehte mit Entführt eine eigenständige Robert-Louis-Stevenson-Adaption mit dem Kinderstar Freddie Bartholomew, bei der er kurzfristig den gefeuerten Otto Preminger als Regisseur ersetzte, und den zweiten einer Reihe von Sherlock-Holmes-Filmen mit Basil Rathbone in der Rolle des Meisterdetektivs (Die Abenteuer des Sherlock Holmes). Darüber hinaus inszenierte er eine recht kurzweilig geratene Auftragsproduktion für den Disney-Konzern (Live-Sequenzen im weitgehend animierten Film Walt Disneys Wunderland) und ein Laurel & Hardy-Nebenprodukt (Dick und Doof als Geheimagenten beim FBI).
Nach dem Zweiten Weltkrieg konzentrierte sich Werker auf harte Männerstoffe: Er drehte Thriller und Krimis, erneut Western sowie Dramen – zum Teil recht spannende B-Unterhaltung mit düsterer Grundstimmung. Zu seinen besten Spätwerken zählen Schritte in der Nacht (in Teilen vom Kollegen Anthony Mann ohne Namensnennung mitinszeniert) und Wenn Eltern schweigen. Mit dem in Boston gedrehten, tendenziösen, halbdokumentarischen Polizei- und Spionagethriller Walk East on Beacon liebedienerte Werker 1951 mit antikommunistischen Hexenjägern rund um Senator Joseph McCarthy.
Nach rund vier Jahrzehnten in der Filmbranche zog sich zum Alfred Werker zum Jahresbeginn 1957 im Alter von 60 Jahren ins Privatleben zurück.

## Filme
- 1925: Ridin’ the Wind (Ko-Regie)
- 1927: Ein Bandit von Ehre (Jesse James) (nur künstler. Oberltg. und Produktion)
- 1928: The Pioneer Scout (Ko-Regie)
- 1928: The Sunset Legion (Ko-Regie)
- 1928: Kit Carson
- 1928: Blue Skies
- 1929: Chasing Through Europe
- 1929: Double Cross Roads
- 1930: Vogelfrei – bis zum letzten Mann (Last of the Duanes)
- 1930: Fair Warning
- 1931: Annabelle’s Affairs
- 1931: Heartbreak
- 1931: The Gay Caballero
- 1932: Rackety Rax
- 1933: Walking Down Broadway (Ko-Regie)
- 1934: Die Rothschilds (The House of Rothschild)
- 1934: You Belong to Me
- 1935: Stolen Harmony
- 1936: Love in Exile
- 1937: Big Town Girl
- 1937: City Girl
- 1938: Entführt (Kidnapped)
- 1938: Up the River
- 1939: News is Made at Night
- 1939: Die Abenteuer des Sherlock Holmes (The Adventures of Sherlock Holmes)
- 1941: Walt Disneys Wunderland (The Reluctant Dragon)
- 1941: Whispering Ghosts
- 1942: Dick und Doof als Geheimagenten beim FBI (A Haunting We Will Go)
- 1944: My Pal Wolf
- 1946: Shock
- 1946: Repeat Performance
- 1947: Die Piraten von Monterey (Pirates of Monterey)
- 1948: Schritte in der Nacht (He Walked by Night)
- 1949: Wenn Eltern schweigen (Lost Boundaries)
- 1950: Sealed Cargo
- 1952: Walk East on Beacon
- 1953: Der letzte Suchtrupp (The Last Posse)
- 1953: Hölle der Gefangenen (Devil's Canyon)
- 1954: Drei Stunden Zeit (Three Hours to Kill)
- 1954: Canyon Crossroads
- 1955: In Acht und Bann (At Gunpoint)
- 1956: Der Rebell von Arizona (Rebel in Town)
- 1957: The Young Don’t Cry